# One Trip/One Noise
Albums de Noir Désir
666.667 Club
(1996) En route pour la joie
(2000)
One Trip/One Noise est un album de remix de chansons du groupe de rock français Noir Désir sorti le 3 novembre 1998. Il a été réalisé par différents DJ et artistes ayant contacté le groupe pour adapter leurs chansons avec leur accord.

## Genèse
Le groupe avait toujours refusé de remixer ses morceaux jusqu'au jour où ils reçoivent une cassette envoyée par Andrej Aćin, un artiste de Belgrade, contenant un remix de Septembre en attendant. Celui-ci va leur donner l'envie d'aller plus loin. Ils demandent à leur maison de disque de mettre l'ensemble de leur répertoire à la disposition des volontaires, et qu'elle envoie à chacun des candidats les enregistrements originaux des instruments piste par piste. Pendant un an, le groupe écoute à l'aveugle la centaine de remixs envoyés, sans connaître le nom des auteurs. Ils sélectionnent une douzaine de morceaux pour en faire un album, et découvrent alors que les créateurs de ces remixs choisis sont souvent des artistes qu'ils apprécient, comme Yann Tiersen, Sloy ou Franz Treichler des Young Gods.
Par la suite, cet album de remix marque le début de transition du groupe vers de nouveaux horizons musicaux, et certains remix vont influencer l'interprétation de chansons en concert, en particulier Septembre en attendant et Les écorchés (qui met en avant "White Light/White Heat" sur le refrain comme accroche comme l'a fait le groupe Sloy sur le remix).

## Titres de l'album
| No  | Titre                                       | Auteur                                        | Durée |
| --- | ------------------------------------------- | --------------------------------------------- | ----- |
| 1.  | One Trip/One Noise                          | Treponem Pal par Rasboras Inc.                | 5:26  |
| 2.  | Oublié                                      | Réplicant (le Cri de la mouche/Paris)         | 3:39  |
| 3.  | Fin de siècle                               | Andrej (Serbie)                               | 5:37  |
| 4.  | Le Fleuve                                   | Franz Treichler (The Young Gods/Suisse)       | 6:06  |
| 5.  | À l'arrière des taxis                       | Al Comet (The Young Gods/Suisse)              | 5:22  |
| 6.  | Tostaky                                     | GusGus (Islande)                              | 4:51  |
| 7.  | Lolita nie en bloc                          | Anna Logik (Royaume-Uni)                      | 3:00  |
| 8.  | À ton étoile                                | Yann Tiersen (Brest)                          | 4:09  |
| 9.  | Lazy                                        | Arnaud Rebotini (crédité Zend Avesta) (Paris) | 4:40  |
| 10. | Septembre en attendant (Un jour à Belgrade) | Andrej (Serbie)                               | 2:58  |
| 11. | Tostaky                                     | Télépopmusik (Paris)                          | 5:10  |
| 12. | Les Écorchés                                | Sloy (Béziers)                                | 4:00  |
| 13. | 666.667 Club                                | Tilos Clan (Grèce)                            | 7:51  |

## Classements
| France | Belgique | Suisse | Italie | Europe |
| ------ | -------- | ------ | ------ | ------ |
| 25     | -        | -      | 32     | -      |